# Marco Morosini
Marco Morosini (Venezia, 1605 – Brescia, 4 ottobre 1654) è stato un vescovo cattolico italiano.

## Biografia
Nacque a Venezia da una nobile famiglia del patriziato veneto.
Il 3 ottobre 1639 fu eletto vescovo di Treviso.
Compì la visita pastorale alla diocesi e celebrò il sinodo diocesano.
Il 31 luglio 1645 fu nominato vescovo di Brescia.
Morì il 4 ottobre 1654. Fu sepolto nel duomo vecchio di Brescia.

## Genealogia episcopale
La genealogia episcopale è:
- Cardinale Scipione Rebiba
- Cardinale Giulio Antonio Santori
- Cardinale Girolamo Bernerio, O.P.
- Arcivescovo Galeazzo Sanvitale
- Cardinale Ludovico Ludovisi
- Cardinale Marco Antonio Gozzadini
- Cardinale Federico Baldissera Bartolomeo Corner
- Vescovo Marco Morosini

## Stemma
- D'oro alla banda d'azzurro[1]